# Frank Jenks
Frank Jenks est un acteur américain né le 4 novembre 1902 à Des Moines, Iowa, mort le 13 mai 1962 à Hollywood.

## Filmographie partielle
- 1936 : Adieu Paris, bonjour New York (That Girl from Paris) de Leigh Jason
- 1936 : Gardez-les sous les verrous (Don't Turn 'em Loose) de Benjamin Stoloff
- 1937 : Angel's Holiday de James Tinling
- 1937 : Deanna et ses boys (One Hundred Men and a Girl) de Henry Koster
- 1937 : Millionnaire à crédit (You're a Sweetheart) de David Butler
- 1937 : When's Your Birthday? de Harry Beaumont
- 1938 : Tempête (The Storm) de Harold Young
- 1939 : Premier Amour (First Love) de Henry Koster
- 1940 : La Dame du vendredi (His Girl Friday) de Howard Hawks
- 1940 : Three Cheers for the Irish de Lloyd Bacon
- 1940 : Dancing on a Dime de Joseph Santley
- 1941 : La Belle Ensorceleuse (The Flame of New Orleans) de René Clair
- 1941 : Tall, Dark and Handsome de H. Bruce Humberstone
- 1942 : La Marine triomphe (The Navy Comes Through) de A. Edward Sutherland
- 1942 : La Fièvre du jazz (Syncopation) de William Dieterle
- 1942 : Forçats contre espions (Seven Miles from Alcatraz) d'Edward Dmytryk
- 1943 : La Parade aux étoiles (Thousands Cheer) de George Sidney
- 1943 : La Sœur de son valet (His Butler's Sister) de Frank Borzage
- 1944 : Escadrille de femmes (Ladies Courageous) de John Rawlins
- 1944 : Et voilà la vie (This Is the Life) de Felix E. Feist
- 1945 : Joyeux Noël dans le Connecticut (Christmas in Connecticut) de Peter Godfrey
- 1946 : Une fille perdue (That Brennan Girl) d'Alfred Santell
- 1948 : Ma femme et ses enfants (Family Honeymoon) de Claude Binyon
- 1950 : Pour plaire à sa belle (To Please a Lady) de Clarence Brown
- 1950 : Dans l'ombre de San Francisco (Woman on the Run) de Norman Foster
- 1951 : Le Foulard (The Scarf) d'Ewald André Dupont
- 1954 : La Tueuse de Las Vegas (Highway Dragnet) de Nathan Juran
- 1956 : The She-Creature de Edward L. Cahn